# Coupe de République démocratique du Congo
La Coupe de République démocratique du Congo è una competizione calcistica congolese fondata nel 1961 e organizzata dalla Federazione calcistica della Repubblica Democratica del Congo.
La vincitrice di questa coppa e le prime tre classificate del campionato congolese rappresentano la RD Congo nella CAF Champions League.

## Albo d'oro
| Anno | Vincitore                                               | Risultato                                               | Finalista                                               |
| ---- | ------------------------------------------------------- | ------------------------------------------------------- | ------------------------------------------------------- |
| 1961 | Saint Éloi Lupopo                                       | 5-1                                                     | Vita Club                                               |
| 1962 | Competizione annullata                                  | Competizione annullata                                  | Competizione annullata                                  |
| 1963 | Competizione annullata                                  | Competizione annullata                                  | Competizione annullata                                  |
| 1964 | CS Imana                                                | 3-1                                                     | Saint Éloi Lupopo                                       |
| 1965 | AS Bilima                                               | ?                                                       | ?                                                       |
| 1966 | TP Mazembe                                              | ?                                                       | ?                                                       |
| 1967 | TP Mazembe                                              | ?                                                       | ?                                                       |
| 1968 | Saint Éloi Lupopo                                       | 3-1                                                     | Saint Éloi Lupopo                                       |
| 1969 | Competizione annullata                                  | Competizione annullata                                  | Competizione annullata                                  |
| 1970 | Competizione annullata                                  | Competizione annullata                                  | Competizione annullata                                  |
| 1971 | Vita Club                                               | ?                                                       | ?                                                       |
| 1972 | Vita Club                                               | ?                                                       | ?                                                       |
| 1973 | Vita Club                                               | ?                                                       | ?                                                       |
| 1974 | CS Imana                                                | ?                                                       | ?                                                       |
| 1975 | Vita Club                                               | ?                                                       | ?                                                       |
| 1976 | TP Mazembe                                              | ?                                                       | ?                                                       |
| 1977 | Vita Club                                               | ?                                                       | ?                                                       |
| 1978 | CS Imana                                                | ?                                                       | ?                                                       |
| 1979 | TP Mazembe                                              | ?                                                       | ?                                                       |
| 1980 | Lubumbashi Sport                                        | ?                                                       | ?                                                       |
| 1981 | Vita Club                                               | ?                                                       | ?                                                       |
| 1982 | Vita Club                                               | ?                                                       | ?                                                       |
| 1983 | Vita Club                                               | ?                                                       | ?                                                       |
| 1984 | CS Imana                                                | 1-2 1-0 2-2 (gfc)                                       | Vita Club                                               |
| 1985 | Motema Pembe                                            | ?                                                       | ?                                                       |
| 1986 | Kalamu                                                  | ?                                                       | ?                                                       |
| 1987 | Kalamu                                                  | ?                                                       | ?                                                       |
| 1988 | Kalamu                                                  | ?                                                       | ?                                                       |
| 1989 | Kalamu                                                  | ?                                                       | ?                                                       |
| 1990 | Motema Pembe                                            | ?                                                       | ?                                                       |
| 1991 | Motema Pembe                                            | ?                                                       | ?                                                       |
| 1992 | Bilombe                                                 | ?                                                       | ?                                                       |
| 1993 | Motema Pembe                                            | ?                                                       | ?                                                       |
| 1994 | Motema Pembe                                            | 2-0                                                     | Bantous                                                 |
| 1995 | Sodigraf                                                | 4-0                                                     | Mbongo Sports                                           |
| 1996 | AS Dragons                                              | ?                                                       | ?                                                       |
| 1997 | AS Dragons                                              | 2-1                                                     | Vita Club                                               |
| 1998 | AS Dragons                                              | 1-0                                                     | AS Sucrière                                             |
| 1999 | AS Dragons                                              | 3-2 (dtr)                                               | Paulino                                                 |
| 2000 | TP Mazembe                                              | 2-0                                                     | AS Saint-Luc                                            |
| 2001 | Vita Club                                               | 3-0                                                     | AS Veti Club                                            |
| 2002 | Kenya                                                   | 2-1                                                     | Sanga Balende                                           |
| 2003 | Motema Pembe                                            | 2-0                                                     | TP Mazembe                                              |
| 2004 | Cilu                                                    | 1-0                                                     | AS Saint-Luc                                            |
| 2005 | Kabasha                                                 | 1-1 (4-2 dtr)                                           | Cilu                                                    |
| 2006 | Motema Pembe                                            | 4-1                                                     | AS Dragons                                              |
| 2007 | Maniema Union                                           | 2-1                                                     | Saint Éloi Lupopo                                       |
| 2008 | Bukavu Dawa                                             | 2-0                                                     | Virunga                                                 |
| 2009 | Motema Pembe                                            | 0-0 (5-4 dtr)                                           | AS Dragons                                              |
| 2010 | Motema Pembe                                            | 3-0                                                     | AS Ndoki a Ndombe                                       |
| 2011 | Tshinkunku                                              | 1-1 (4-3 dtr)                                           | AS Veti Club                                            |
| 2012 | CS Don Bosco                                            | 4-0                                                     | AS Veti Club                                            |
| 2013 | MK Etanchéité                                           | 1-0                                                     | Template:Calcio Vutuka                                  |
| 2014 | MK Etanchéité                                           | 1-0                                                     | Saint Éloi Lupopo                                       |
| 2015 | Saint Éloi Lupopo                                       | 1-0                                                     | Kutumbi FA                                              |
| 2016 | Renaissance                                             | 2-0                                                     | CS Don Bosco                                            |
| 2017 | Maniema Union                                           | 1-1 (4-1 dtr)                                           | Saint Éloi Lupopo                                       |
| 2018 | Nyuki                                                   | 2-1                                                     | JS Kinshasa                                             |
| 2019 | Maniema Union                                           | 1-1 (5-3 dtr)                                           | Renaissance                                             |
| 2020 | Sospesa e cancellata a causa della pandemia di COVID-19 | Sospesa e cancellata a causa della pandemia di COVID-19 | Sospesa e cancellata a causa della pandemia di COVID-19 |
| 2021 | Motema Pembe                                            | 1-0                                                     | Sanga Balende                                           |
| 2022 | Motema Pembe                                            | 1-0                                                     | AC Rangers                                              |
| 2023 | Competizione annullata                                  | Competizione annullata                                  | Competizione annullata                                  |
| 2024 | Vita Club                                               | 1-0                                                     | Celeste                                                 |

## Vittorie per squadra
| Club                 | Città      | Vittorie | Anni vittorie                                                                            |
| -------------------- | ---------- | -------- | ---------------------------------------------------------------------------------------- |
| Motema Pembe         | Kinshasa   | 15       | 1964, 1974, 1978, 1984, 1985, 1990, 1991, 1993, 1994, 2003, 2006, 2009, 2010, 2021, 2022 |
| Vita Club            | Kinshasa   | 10       | 1971, 1972, 1973, 1975, 1977, 1981, 1982, 1983, 2001, 2024                               |
| TP Mazembe           | Lubumbashi | 5        | 1966, 1967, 1976, 1979, 2000                                                             |
| AS Dragons           | Kinshasa   | 5        | 1965, 1996, 1997, 1998, 1999                                                             |
| Kalamu               | Kinshasa   | 4        | 1986, 1987, 1988, 1989                                                                   |
| Maniema Union        | Kindu      | 3        | 2007, 2017, 2019                                                                         |
| Saint Éloi Lupopo    | Lubumbashi | 3        | 1961, 1968, 2016                                                                         |
| MK Etanchéité        | Kinshasa   | 2        | 2013, 2014                                                                               |
| Bilombe              | Bilombe    | 1        | 1992                                                                                     |
| Bukavu Dawa          | Bukavu     | 1        | 2008                                                                                     |
| Cilu                 | Lukala     | 1        | 2004                                                                                     |
| CS Don Bosco         | Lubumbashi | 1        | 2012                                                                                     |
| Kabasha              | Goma       | 1        | 2005                                                                                     |
| Kenya                | Lubumbashi | 1        | 2002                                                                                     |
| Lubumbashi Sport     | Lubumbashi | 1        | 1980                                                                                     |
| Nyuki                | Butembo    | 1        | 2018                                                                                     |
| Renaissance du Congo | Kinshasa   | 1        | 2016                                                                                     |
| Sodigraf             | Kinshasa   | 1        | 1995                                                                                     |
| Tshinkunku           | Kananga    | 1        | 2011                                                                                     |